# Colpo di sole (film)
Colpo di sole è un film commedia italiano del 1968 diretto da Mino Guerrini.

## Trama
Ambientato sul litorale romano in un giorno d'estate, racconta le storie diverse di alcuni personaggi in cerca di una giornata rilassante. Un impiegato viene invitato su uno yacht dove perde a poker tutti i suoi risparmi. Tre giovani sicuri del proprio fascino vengono raggirati da un gruppo di ragazze. Un uomo maturo giunto con la moglie in spiaggia trova la tranquillità allontanandosi da lei. Un professore subisce una vendetta organizzata da una sua studentessa. Un emigrante rientra dalla Germania per accertarsi della presunta infedeltà della moglie, che nel frattempo è appena partita per accertarsi della sua presunta infedeltà......